# 1679
Năm 1679 (Số La Mã:MDCLXXIX) là một năm thường bắt đầu vào ngày Chủ nhật (liên kết sẽ hiển thị đầy đủ lịch) trong lịch Gregory (hoặc một năm thường bắt đầu vào thứ Tư trong lịch Julius chậm hơn 10 ngày).

## Sinh
- Niên Canh Nghiêu, tướng nhà Thanh
- Mary Bentinck, Bá tước phu nhân xứ Essex